# Zwingerhusten
Als Zwingerhusten (auch: Infektiöse Tracheobronchitis, englisch Kennel cough oder canine infectious respiratory disease) wird eine Erkrankung der oberen Atemwege von Hunden bezeichnet. Die Infektionskrankheit kann durch verschiedene Erreger ausgelöst werden. Typisch für die Erkrankung ist ein trockenes Husten.

## Krankheitserreger
Am Zwingerhusten-Komplex können verschiedene Viren und Bakterien als Krankheitserreger beteiligt sein. Am häufigsten beobachtet wird hierbei
- das Canine Parainfluenzavirus (CPIV, Paramyxoviridae)[2] und
- das Bakterium Bordetella bronchiseptica, welches auch an der Ausbildung des Katzenschnupfen-Komplexes beteiligt ist. Außerdem sind
- das Canine Adenovirus Typ 2 (CAV-2, Spezies Canine mastadenovirus A)[3]
- das Canine Influenzavirus (CIV, Spezies Influenzavirus A, Typ H3N8)[4]
- das Canine Respiratory Coronavirus (CRCoV, Spezies Betacoronavirus 1, Untergattung Embecovirus)[5]
- das Canine Herpesvirus 1 (en. Canid alphaherpesvirus 1, CHV-1) und
- das Canine Morbillivirus (en. Canine morbillivirus alias Canine distemper virus, CDV, Unterfamilie Orthoparamyxovirinae, Familie Paramyxoviridae)[6]

mögliche Erreger der Erkrankung. Zu den bakteriellen Ursachen können auch Mykoplasmen gehören.

## Verbreitung der Krankheit
Die Übertragung der Krankheitserreger erfolgt über die Luft (aerogen) oder als Tröpfcheninfektion, wenn erkrankte Tiere erregerhaltiges Material aushusten oder ausniesen. Leben mehrere Hunde auf engem Raum zusammen (etwa in einem Zwinger), infizieren sie einander schnell, was der Krankheit den Namen gab. Erhöhtes Infektionsrisiko besteht auch dort, wo sich Hunde aus unterschiedlichen Haltungen im Rahmen von Veranstaltungen (z. B. bei einer Hundeausstellung oder in einer Welpengruppe) begegnen und dabei engen Kontakt miteinander haben. Dies trifft auch auf den Aufenthalt in Tierpensionen oder Tierheimen zu.
Die Inkubationszeit beträgt, je nach Erregertyp, 2–30 Tage. Die Infektion mit einem einzelnen Erregertyp muss keinen besorgniserregenden Krankheitsverlauf auslösen. Falls jedoch mehrere virale und bakterielle Erreger zusammenwirken, kann dies zu einer schweren Verlaufsform führen.

## Symptome
Typisch für den Zwingerhusten ist ein lautes, trockenes, würgendes Husten, das zunächst an einen verschluckten Fremdkörper denken lässt, den der Hund aushusten möchte. Der erkrankte Hund hustet nicht zwangsläufig ständig. Es kann auch sein, dass der Hustenreiz nur bei Belastung kurzzeitig auftritt, etwa beim Aufstehen, Laufen oder Spielen.
Bei einem schweren Krankheitsverlauf kann Fieber und zusätzlich zum Husten noch Pharyngitis (Rachenentzündung), Tonsillitis (Mandelentzündung) und Tracheobronchitis, eine Entzündung der Bronchien und der Luftröhre (Trachea) hinzukommen. Auch Schnupfen (Rhinitis) und eine eitrige Bindehautentzündung (Konjunktivitis) können auftreten.

## Verlauf
Leichte Formen der Erkrankung können innerhalb weniger Tage von selbst abheilen. Ein Besuch beim Tierarzt ist jedoch ratsam, um Sekundärinfektionen frühzeitig zu erkennen und gegebenenfalls die Art des Erregers zu bestimmen. Die Heilung kann medikamentös unterstützt werden. Wegen der hohen Ansteckungsgefahr sollte Kontakt zu anderen Hunden möglichst eingeschränkt werden.
Falls mehrere virale und bakterielle Erreger beteiligt sind und weitere Stressfaktoren vorliegen (etwa ungünstige Haltungsbedingungen oder besondere Leistungsanforderungen), kann auch das Allgemeinbefinden des Hundes empfindlich gestört sein. Häufig verändert sich der trockene Husten später zu einem produktiven Husten, es kommt also zur Schleimproduktion. Die Entzündungen des Respirationstraktes können schließlich auch zu einer Lungenentzündung (Bronchopneumonie) führen.

## Diagnose
Der Tierarzt erkennt den Zwingerhusten anhand der Symptome in Zusammenhang mit einer entsprechenden Vorgeschichte (Kontakt zu einer größeren Anzahl fremder Hunde). Bei kompliziertem Verlauf kann zur gezielten Bekämpfung ein Erregernachweis aus dem Bronchial- oder Nasensekret erforderlich sein. Dazu wird ein steriler Tupfer verwendet, der für den Nachweis von Bordetella bronchiseptica bis zur Untersuchung in einem speziellen Transportmedium, welches Aktivkohle enthält, gelagert werden sollte. Der bakterielle Krankheitserreger wird auf selektiven Nährböden kultiviert und kann dann identifiziert werden (siehe Nachweise von Bordetella bronchiseptica).

## Vorbeugung und Behandlung
Gegen die beiden Haupterreger des Zwingerhustens besteht die Möglichkeit einer Impfung. Diese sollte jedoch vom Tierarzt individuell nach den Lebensumständen des Hundes und der Höhe des Infektionsdrucks verabreicht werden. Auch ist der Erfolg einer Impfung nicht garantiert, da nicht gegen alle in Frage kommenden Erreger geimpft wird. Allerdings ist dann der Verlauf deutlich abgeschwächt. In der Leitlinie zur Impfung von Kleintieren, die von der Ständigen Impfkommission Vet. herausgegeben wird, finden sich Empfehlungen, unter welchen Bedingungen eine Impfung ratsam ist.
Für Hunde steht in Deutschland ein Kombinationspräparat zur Verfügung, das gleichzeitig gegen Bordetella bronchiseptica und das Canine Parainfluenzavirus Typ 2 (CPiV-2) schützt. Als Impfstoff gegen Bordetella bronchiseptica gibt es auch ein Einzelpräparat. Eine Impfung gegen diesen Krankheitserreger kann sinnvoll sein, falls der Hund engen Kontakt zu Katzen, Kaninchen oder anderen Tierarten hat, die ebenfalls von Bordetella bronchiseptica infiziert werden können. Die genannten Präparate werden intranasal, d. h. durch die Nase verabreicht. Der Impfschutz gegen das Virus CPiV-2 kann noch Bestandteil anderer Kombinationspräparate sein, die beispielsweise Prophylaxe gegen Staupe oder Parvovirose bieten. Diese werden parenteral verabreicht.
Gemäß der Impfempfehlung der Ständigen Impfkommission Vet. können die intranasal zu applizierenden Impfstoffe bei Welpen schon früh angewendet werden. Für ältere Hunde sollte die Impfung ein bis vier Wochen vor dem geplanten Kontakt mit möglicherweise infizierten Tieren, z. B. beim Aufenthalt in einer Tierpension oder beim Besuch einer Hundeausstellung, erfolgen. Bei der Verwendung von CPiV enthaltenen Vakzinen, die parenteral verabreicht werden, erfolgt die Grundimmunisierung der Welpen im Alter von acht Wochen und vier Wochen später die Zweitimpfung. Eine jährliche Wiederauffrischung kann sinnvoll sein, wenn in der Haltungsumgebung des Hundes Zwingerhusten ein dauerhaftes Problem darstellt. Allerdings sollten gleichzeitig die Haltungsbedingungen verbessert und Hygienemaßnahmen durchgeführt werden.
Eine durch den Tierarzt verordnete Gabe von Antibiotika in Kombination mit hustenlindernden Medikamenten kann erforderlich sein. Antibiotika wirken jedoch nur gegen die bakteriellen Erreger. Meist heilt der Zwingerhusten nach 1 bis 2 Wochen von selbst wieder ab, aber gerade bei jungen und geschwächten Tieren kann es zu Komplikationen und bleibenden Schäden oder gar Todesfolge kommen.